# Sender Inselsberg
Der Sender Inselsberg ist eine Sendeanlage für UKW und digitales Fernsehen auf dem  Großen Inselsberg im Thüringer Wald mit zwei Sendetürmen, die 1939 und 1974 errichtet wurden. Es wird nur noch der 1974 errichtete Sendeturm als solcher genutzt. Der 1939 erbaute Turm trägt keine Antenne mehr. Er beherbergt unter anderem eine Ausstellung zur Entwicklung des Fernmelde- und Funkwesens; weiterhin trägt er eine Solaranlage.

## Geschichte
Bereits 1937 begannen Mitarbeiter der Deutschen Reichspost mit technischen Versuchen rund um den Großen Inselsberg. Diese Arbeiten dauerten bis 1938, gleichzeitig wurde bereits ein Ingenieurbüro mit der Konstruktion eines Sendeturms beauftragt. Am 15. April 1939 war die Grundsteinlegung und bereits bei Kriegsbeginn  im September 1939 war dieser im Rohbau fertiggestellt. Auf der Baustelle waren 200 Monteure und Arbeiter in Tag- und Nachtschichten im Einsatz. Dieses 1939 errichtete Gebäude ist ein 43 Meter hoher freistehender zylindrischer Turm in Stahlbetonbauweise, der noch bis Kriegsende als Funksende- und Überwachungsstelle für militärische Zwecke genutzt wurde. Das Gelände wurde im April 1945 geräumt und stand monatelang ohne Bewachung, was zu Plünderungen führte. Mit Zustimmung der russischen Militärverwaltung entstand in der 8. Etage eine Außenstelle des Deutschen Wetterdienstes, zunächst als provisorische Mess- und Beobachtungsstelle genehmigt.
Danach diente der Turm noch einige Jahre als Aussichtsturm. Im Jahre 1952 begannen die Instandsetzungsarbeiten im Auftrag des Ministeriums für Post- und Fernmeldewesen der DDR. Bereits im Mai 1953 konnte in der fünften Etage ein erster, 250 Watt starker UKW-Sender mit einem Testprogramm in Betrieb genommen werden.
Zu seiner Versorgung musste eine neue Wasser- und eine Stromleitung zum Turm verlegt werden. Auch zwei Notstromaggregate erhielt der Sender zur Überbrückung von Sperrzeiten und technischen Ausfällen. Der reguläre Sendebetrieb des ersten thüringischen UKW-Senders begann am 15. Juni 1953 auf der Sendefrequenz 94 Megahertz. Bereits im Dezember 1953 wurde die Sendeleistung durch technische Verbesserungen an der Anlage um 1 Kilowatt erhöht, dies vergrößerte die Reichweite. Im Dezember 1954 wurde der Fernsehsender auf den Berg transportiert.
Seit 1955 wurden umfangreiche bauliche Vorbereitungen für den Aufbau den eines neuen Antennenträgers in Angriff genommen. Im Turm wurde die Kohleheizung ausgebaut und eine Ölheizung installiert,  nun konnten alle Senderäume mit Klimaanlagen ausgestattet werden. Am Rande des Postgeländes wurde ein unauffälliger Flachbau als Unterkunft mit 18 Wohneinheiten für Betriebs- und Wartungspersonal aufgebaut.
Vom DDR-Ministerrat wurde 1967 die Bereitstellung der Senderteile und der 126 m hohen Antennenanlage für das Zweite Fernsehprogramm auf dem Inselsberg bewilligt. Die mit einer technischen Generalüberholung der Sendetechnik des Inselsberges gekoppelte Baumaßnahme war mit 25,5 Millionen DDR-Mark veranschlagt.
Von 1957 bis 1989 trug der Turm, ähnlich wie der Gerbrandytoren, auf seiner Spitze einen am Erdboden abgespannten 50 Meter hohen Antennenmast. Die Gesamthöhe betrug somit 93 Meter. An dem Antennenmast waren verschiedene Sendeantennen für Radio und Fernsehen installiert. Heute ist dieser Antennenmast demontiert, stattdessen zieren nur noch kleine Antennen für Mobilfunk seine Spitze. Wegen seiner zylindrischen Form trägt der Turm auch den Spitznamen „Thermosflasche“.
Ein zweiter Turm wurde in der zweiten Hälfte der 1950er Jahre, in Verbindung mit dem Aufbau des Schmalbandrichtfunknetzes des ZK der SED, errichtet. Über ihn wurden Richtfunkverbindungen zwischen den südlichen Bezirken der DDR und in den 1960er Jahren zu den Kreisleitungen der Partei hergestellt.
Am 15. August 1972 begannen die Montage- und Schweißarbeiten für die sogenannte Bock-Konstruktion – das Basisgestell des neuen Sendeturms. Alle übrigen Sendeturmteile wurden von unten, mittels vier vorhandener Hubvorrichtungen in die Höhe geschoben, die Spitze des Trägerturmes zuerst. Hierbei kam als Nivelierhilfe ein Rubinlaser zum Einsatz. Am 28. November 1972 war der Antennenturm im Rohbau fertiggestellt, nach technischer Inspektion wurde die Aluverkleidung montiert. Am 26. Juli 1974 nahm der Sender den Betrieb auf.
Der neue, 1974 errichtete Sendeturm ist ein freistehender 126,2 Meter hoher Stahlrohrturm, der auf vier Füßen steht. Dieser Turm, der in seiner Bauweise dem etwa zum gleichen Zeitpunkt auf dem Brocken errichteten neuen Sendeturm entspricht, trägt heute oberhalb seiner Fuße auf drei Plattformen Richtfunkantennen und im oberen Teil seiner Konstruktion Sendeantennen für UKW-Hörfunk und digitales Fernsehen (DVB-T). Die TV-Antennen sind geschützt durch Ummantelungen aus GFK.
Im Jahre 1991 wurde das Tilgerpendel in der Turmspitze des Sendeturmes mittels des Transporthubschraubers Mil Mi-8 der Firma Berliner Spezialflug (BSF) ausgewechselt.
Zugunsten der Umstellung auf DVB-T wurden die analogen TV-Kanäle ARD (100 kW auf Kanal 5) und MDR Fernsehen (500 kW auf Kanal 31) am 1. Juli 2008 eingestellt.

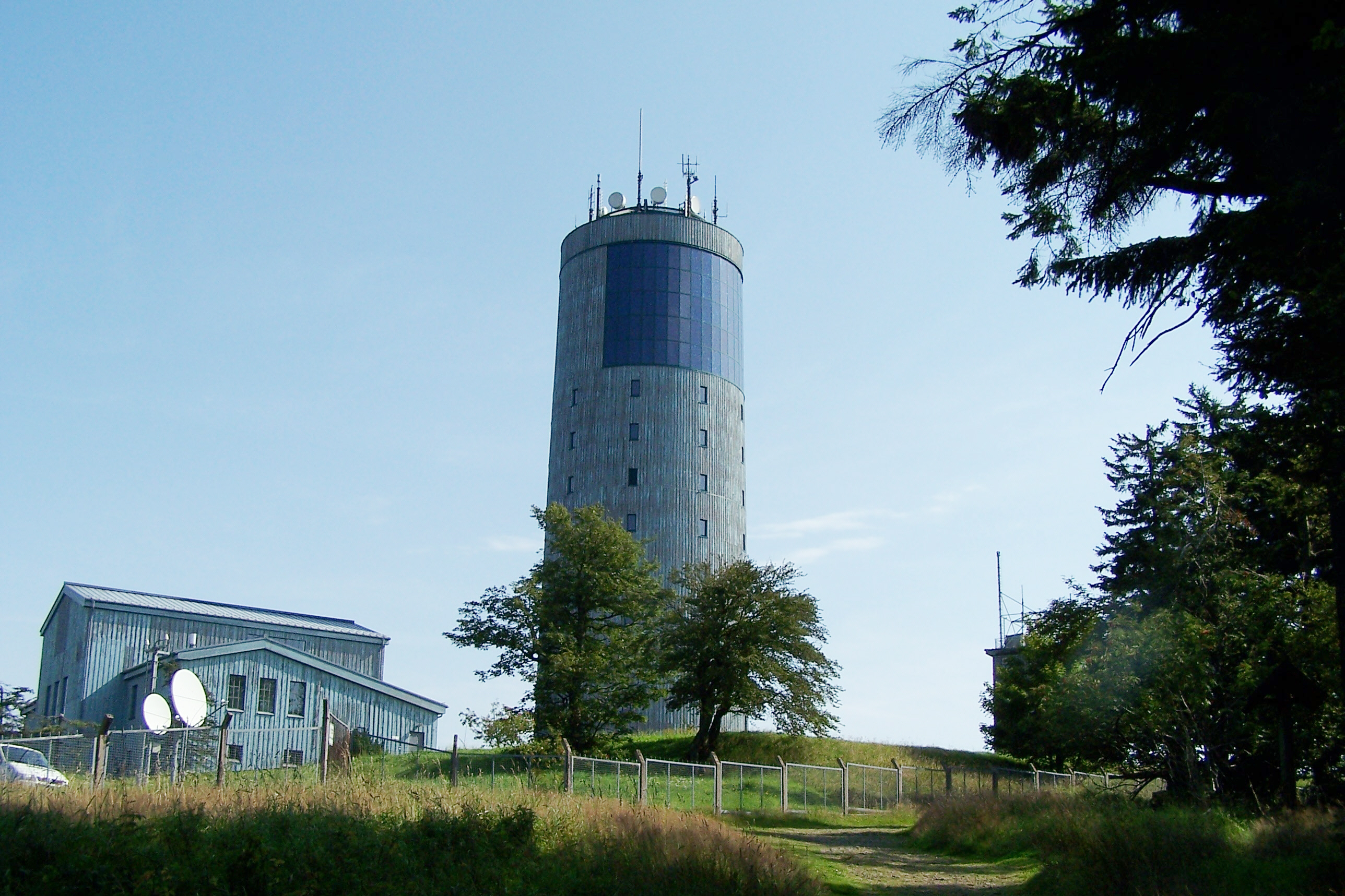
Der erste Turm (erbaut 1939), heute noch für Telekommunikation in Betrieb
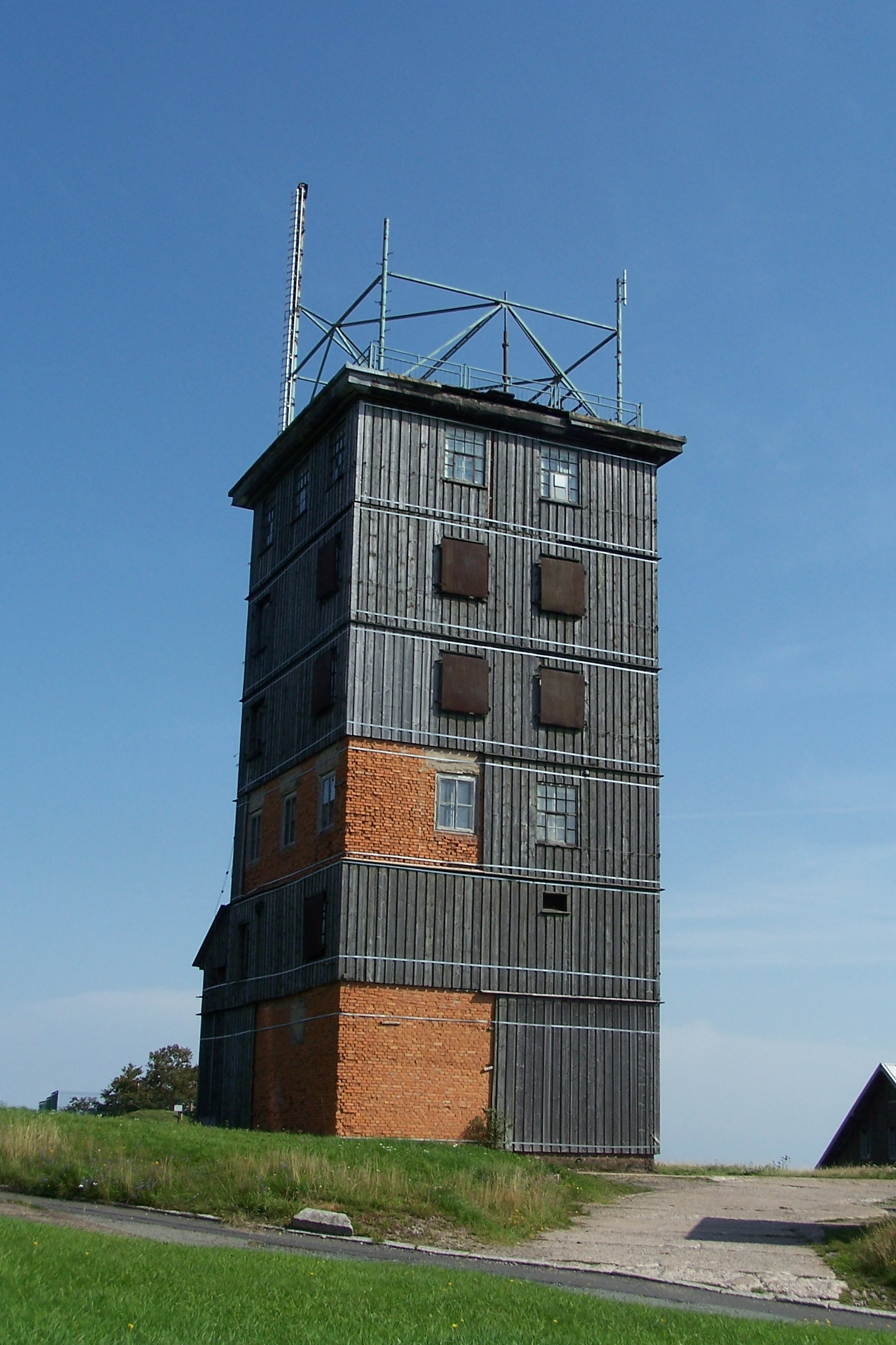
Der zweite Turm auf dem Inselsberg, 1957 für ein Richtfunknetz der DDR erbaut. Foto von 2011.
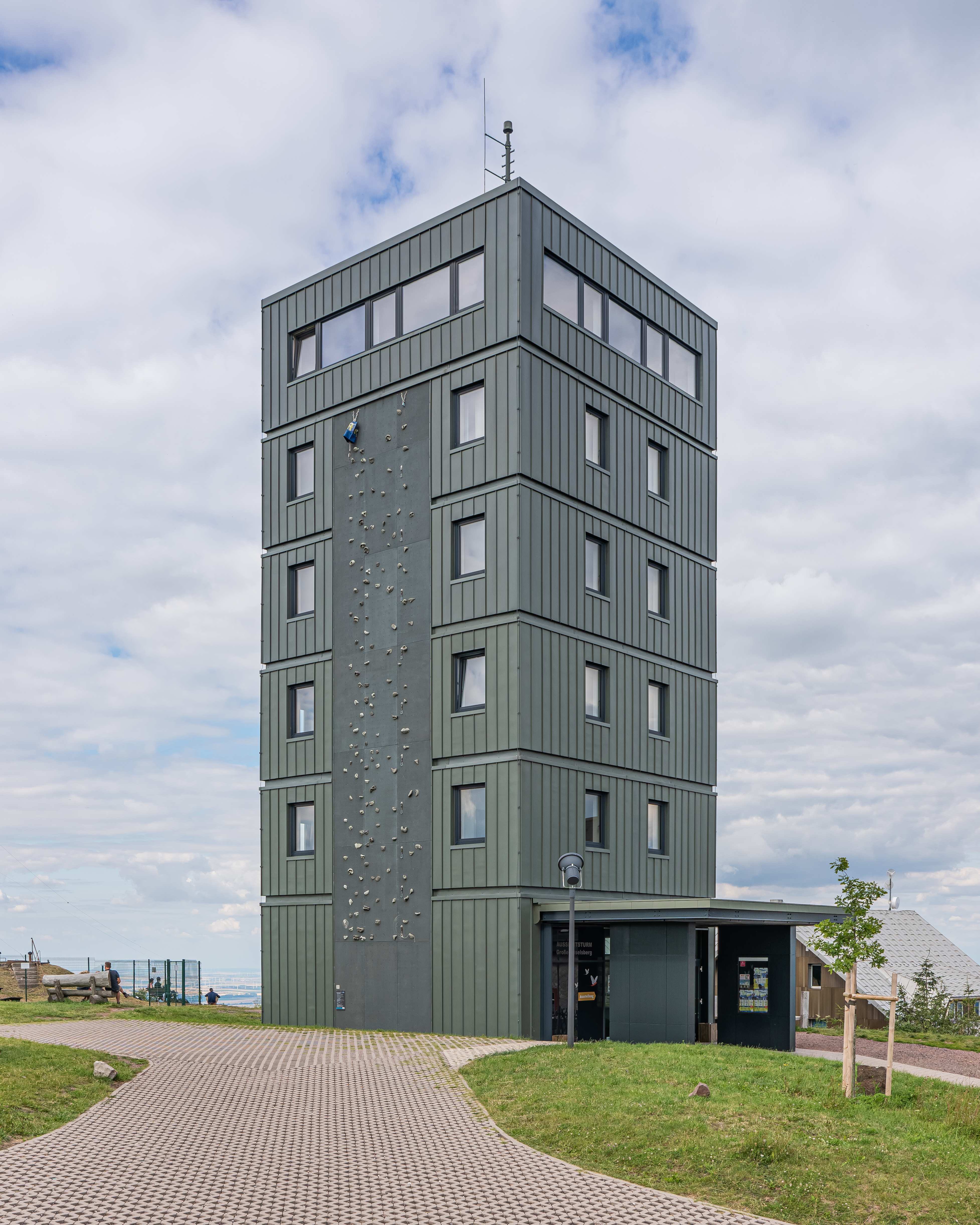
Der zweite Turm, 2014 saniert und zum Aussichtsturm mit zwei Kletterwänden umgebaut.
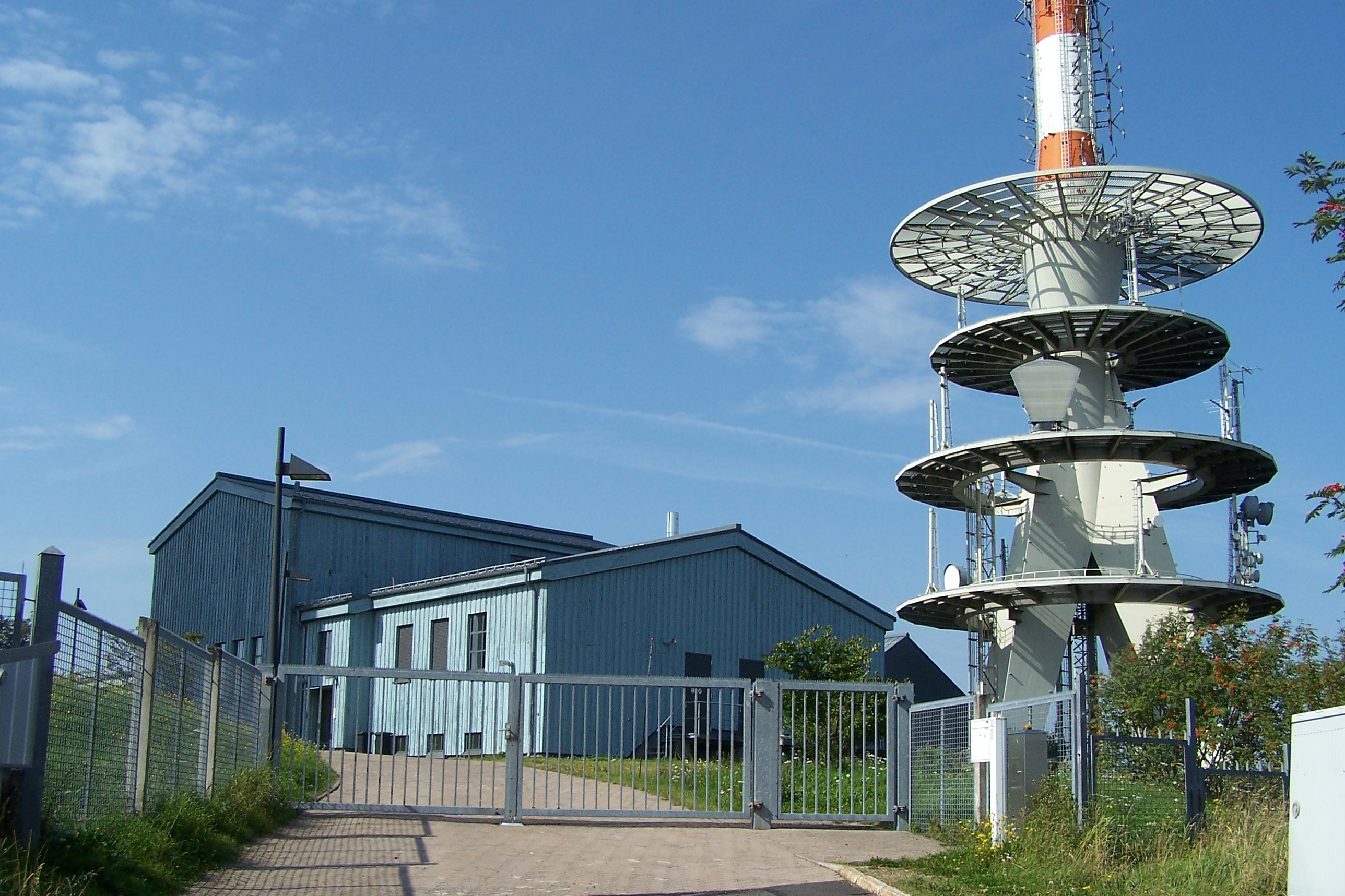
Die Betriebsgebäude des Senders
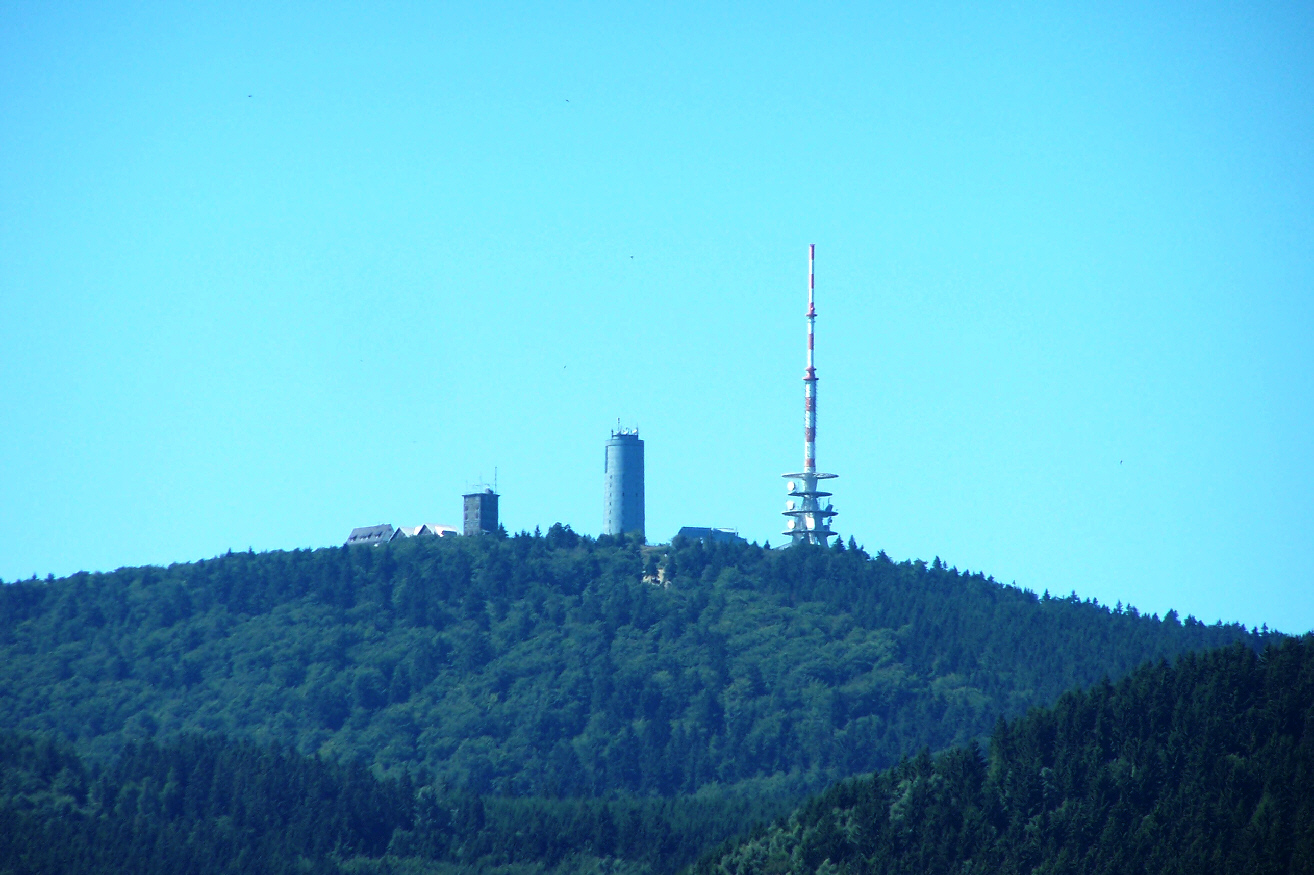
Blick von Tabarz auf die Sendeanlagen
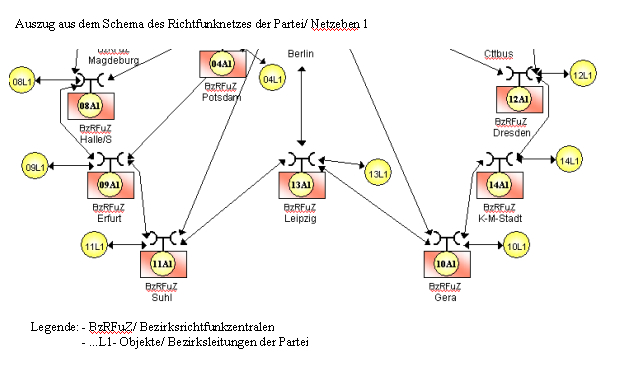
Auszug aus dem Schema des Richtfunknetzes der Partei
Sender Inselsberg auf dem Wappen von Tabarz

## Reichweite
Der Sender Inselsberg hat eine für hohe Reichweiten exponierte topographische Lage am Nordrand des Thüringer Waldes. Das Sendegebiet reicht neben dem westlichen und mittleren Thüringen vom nördlichen Baden-Württemberg über das gesamte Nordbayern, bis nach Nordrhein-Westfalen. Auch in Teilen von Hessen, Sachsen, Sachsen-Anhalt und Niedersachsen sind die vom Großen Inselsberg abgestrahlten Programme zu empfangen. Im Norden endet das Sendegebiet in Niedersachsen in der Nähe von Hannover.
Die reichweitenstärkste Frequenz ist aufgrund geringerer Störung durch benachbarte Frequenzen die 90,2 MHz. Man kann sie über das reguläre Einzugsgebiet hinaus von Hannover über Halle/Leipzig, Saalfeld, das nördliche Franken sowie in Frankfurt und im mittelhessischen Bergland hören.

## Frequenzen und Programme

### Analoges Radio (UKW)
Beim Antennendiagramm sind im Falle gerichteter Strahlung die Hauptstrahlrichtungen in Grad angegeben. In UKW werden folgende Programme ausgestrahlt:
| Frequenz (MHz) | Programm               | RDS PS             | RDS PI                | Regionalisierung | ERP (kW) | Antennendiagramm rund (ND)/gerichtet (D) | Polarisation horizontal (H)/vertikal (V) |
| -------------- | ---------------------- | ------------------ | --------------------- | ---------------- | -------- | ---------------------------------------- | ---------------------------------------- |
| 92,5           | MDR Thüringen          | MDR_THUE           | D4F1                  | Erfurt           | 80       | ND                                       | H                                        |
| 90,2           | MDR JUMP               | MDR_JUMP           | D3C2                  | –                | 80       | ND                                       | H                                        |
| 87,9           | MDR Kultur             | __MDR___/_KULTUR_  | D3C3                  | –                | 49       | ND                                       | H                                        |
| 97,2           | Deutschlandfunk Kultur | Dlf_Kult           | D220                  | –                | 100      | ND                                       | H                                        |
| 102,2          | Antenne Thüringen      | AT-WEST_, ANT.THUE | D4F8 (regional), D3F8 | West             | 100      | ND                                       | H                                        |
| 104,2          | Landeswelle Thüringen  | LANDESW.           | D4F9 (regional), D3F9 | West             | 100      | D (310°-110°, 170°-240°)                 | H                                        |

### Digitales Radio (DAB)

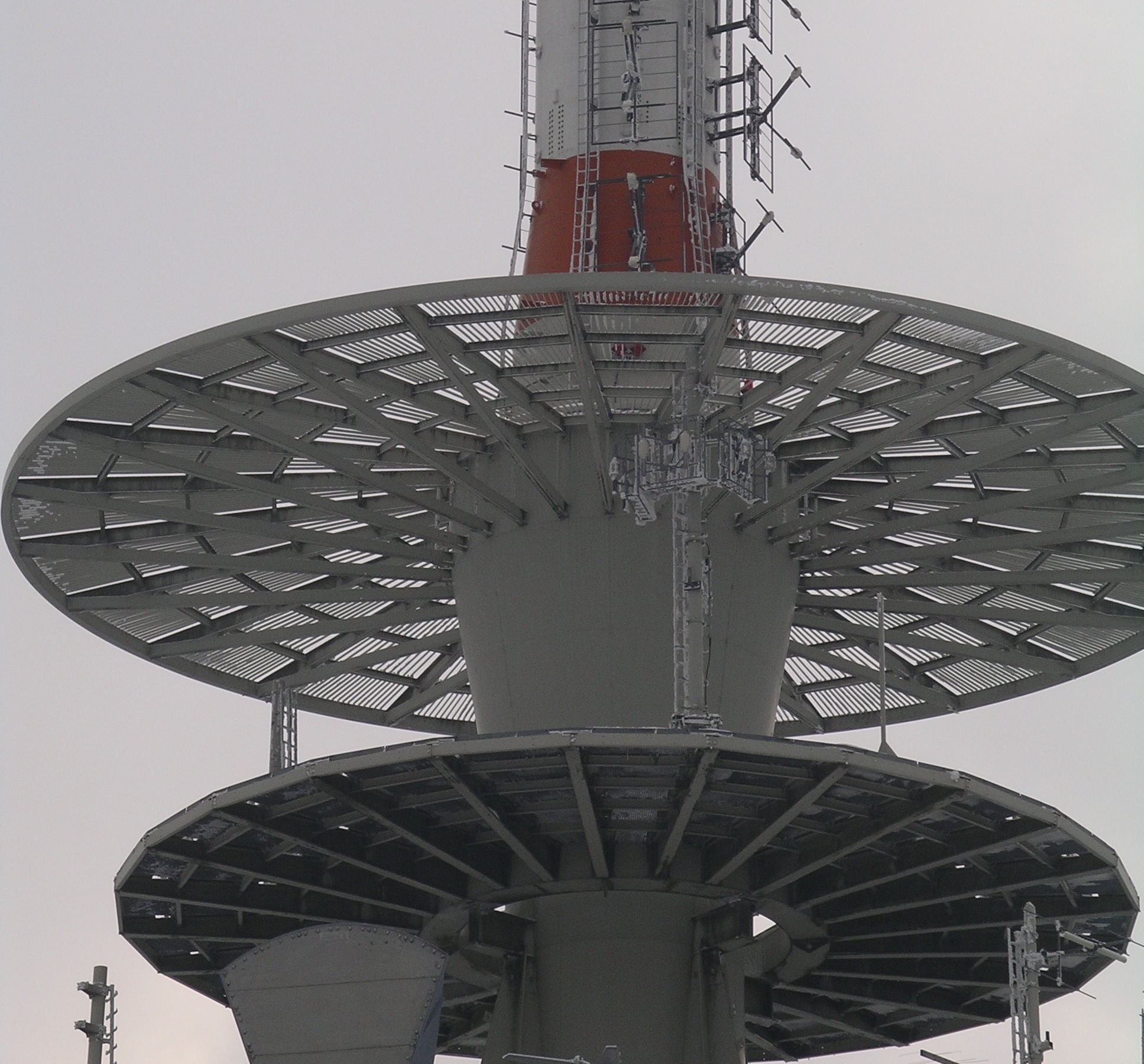
Ehemalige, gerichtete Sendeantenne VHF

Vom 4. Januar 2010 bis 11. Dezember 2014 lief DAB in Thüringen als Insellösung (DAB-Kanal 12B). Dadurch wurden einige Senderstandorte abgeschaltet. Am 1. August 2011 wurden weitere MDR Hörfunkprogramme auf das Ensemble aufgeschaltet.

Zum 2. April 2013 wurde die DAB-Sendeanlage aus dem weiter bestehenden Altnetz DAB-Kanal 12B herausgenommen. Es erfolgte die Inbetriebnahme des DAB-Kanal 9C (regionaler Multiplex des MDR) und verminderter Sendeleistung im Gleichwellenbetrieb mit dem Sender Weimar (Ettersberg). Gleichzeitig wird die alte Sendeanlage für den Sendebetrieb des DAB-Kanal 5C (bundesweiter Multiplex) weiterverwendet.
Die derzeit vorhandene Sendeantenne lässt nur eine gerichtete Abstrahlung in Richtung West-Nord-Ost-Südost zu.

Im Zuge der Restrukturierung auf eine einheitliche Frequenz für Thüringen, im Dezember 2014, wurde der DAB Block 9C auf den Block 8B gewechselt.
DAB wird in vertikaler Polarisation und im Gleichwellenbetrieb mit anderen Sendern ausgestrahlt.
| Block                       | Programme (Datendienste) | ERP (kW) | Antennen- diagramm rund (ND), gerichtet (D) | Polarisation horizontal (H)/ vertikal (V) | Gleichwellennetz (SFN) |
| --------------------------- | --- | -------- | ------------------------------------------- | ----------------------------------------- | --- |
| 5C DRDeutschland (D__00188) | DAB+ Block der Media Broadcast: - Absolut relax (72 kbps) - Dlf (104 kbps) - Dlf Kultur (112 kbps) - Dlf Nova (104 kbps) - DRadio DokDeb (48 kbps) - Energy Digital (72 kbps) - ERF Plus (64 kbps) - Klassik Radio (72 kbps) - Radio Bob (72 kbps) - Radio Horeb (48 kbps) - Radio Schlagerparadies (64 kbps) - Schwarzwaldradio (64 kbps) - sunshine live (72 kbps) - DRadio Daten (32 kbps Daten) - EPG Deutschland (16 kbps Daten) - TPEG (16 kbps Daten) - TPEG_MM (16 kbps Daten) | 5        | ND                                          | V                                         | - Baden-Württemberg: Aalen, Baden-Baden (Fremersberg), Bad Mergentheim, Blauen, Brandenkopf, Donaueschingen, Feldberg im Schwarzwald, Freiburg (Vogtsburg-Totenkopf), Geislingen (Oberböhringen), Großerlach (Hohe Brach), Heidelberg (Königstuhl), Heilbronn (Schweinsberg), Hochrhein (Rickenbach), Hornisgrinde, Pforzheim (Schömberg-Langenbrand), Raichberg, Ravensburg (Höchsten), Reutlingen, Stuttgart (Frauenkopf), Ulm (Kuhberg) - Bayern: Amberg (Hirschau), Aschaffenburg (Pfaffenberg), Augsburg (Hotelturm), Bad Tölz (Gaißach), Bamberg (Geisberg), Büttelberg, Brotjacklriegel, Dillberg, Grünten, Herzogstand, Hochberg (Traunstein), Hoher Bogen, Inntal (Ebbs), Ingolstadt (Gelbelsee), Kreuzberg/Rhön, Landshut (Altdorf), München (Olympiaturm), Nennslingen (Büchelberg), Nürnberg, Oberammergau, Ochsenkopf, Passau, Pfänder, Pfaffenhofen, Pfarrkirchen, Pfronten, Regensburg (Hohe Linie), Unterringingen, Untersberg, Wendelstein (Bayrischzell), Würzburg (Frankenwarte) - Berlin: Berlin (Alexanderplatz), Berlin (Scholzplatz) - Brandenburg: Bad Belzig, Booßen, Brandenburg/Havel, Calau, Casekow, Cottbus, Eisenhüttenstadt, Petkus, Pritzwalk, Templin - Bremen: Bremen (Walle), Bremerhaven-Schiffdorf - Hamburg: Hamburg (Moorfleet), Hamburg (Heinrich-Hertz-Turm) - Hessen: Bad Hersfeld (Rimberg), Biedenkopf (Sackpfeife), Fulda (Hummelskopf), Frankfurt (Europaturm), Gelnhausen (Schnepfenkopf), Gießen (Dünsberg), Großer Feldberg, Hardberg, Hohe Wurzel, Hoher Meißner, Kassel (Habichtswald), Mainz-Kastel - Mecklenburg-Vorpommern: Garz (Rügen), Güstrow, Malchin, Neubrandenburg-Süd, Rostock (Toitenwinkel), Röbel, Schwerin (Zippendorf-Gr.Dreesch), Torgelow, Wismar/Rüggow, Züssow - Niedersachsen: Aurich-Popens, Braunschweig (Broitzem), Braunschweig (Drachenberg), Cuxhaven-Stadt, Dannenberg, Göttingen (Bovenden-Osterberg), Hannover (Telemax), Lingen, Lüneburg-Neu Wendhausen, Molbergen-Peheim, Osnabrück (Bramsche-Schleptruper Egge), Hildesheim (Sibbesse), Steinkimmen, Uelzen, Visselhövede, Wilhelmshaven - Nordrhein-Westfalen: Aachen (Karlshöhe), Bielefeld (Hünenburg), Bonn (Venusberg), Dortmund (Florianturm), Düsseldorf (Rheinturm), Eggegebirge, Herscheid, Hochsauerland (Hunau), Hürtgenwald-Großhau, Köln (Colonius), Langenberg, Lügde-Rischenau (Köterberg), Minden (Jakobsberg), Münster (Fernmeldeturm), Schöppingen, Siegen-Süd, Wesel - Rheinland-Pfalz: Bad Kreuznach (Schanzenkopf), Bad Marienberg (Westerwald), Bornberg, Daun (Eifel), Edenkoben (Kalmit), Heckenbach-Schöneberg (Ahrweiler), Idar-Oberstein, Kaiserslautern, Kettrichhof, Koblenz (Kühkopf), Trier (Petrisberg) - Saarland: Merzig-Merchingen, Saarbrücken (Schoksberg) - Sachsen: Chemnitz, Dresden, Geyer, Leipzig, Löbau, Neustadt, Oschatz, Schöneck, Zwickau Ost - Sachsen-Anhalt: Brocken, Burg, Dequede, Petersberg, Pettstädt (Weißenfels), Schneidlingen, Wittenberg - Schleswig-Holstein: Bungsberg, Flensburg, Heide, Helgoland, Hennstedt, Kiel (Kronshagen), Lübeck (Stockelsdorf), Schleswig, Niebüll (Süderlügum), Westerland (Sylt) - Thüringen: Bleßberg (Sonneberg), Erfurt-Hochheim, Gera, Inselsberg, Jena (Oßmaritz), Kulpenberg, Saalfeld (Remda), Lobenstein (Sieglitzberg), Weimar (Ettersberg) |
| 5D Antenne DE (D__00364)    | DAB-Block von Antenne Deutschland: - 80s80s (72 kbps) - 90s90s (72 kbps) - Absolut Bella (72 kbps) - Absolut Germany (72 kbps) - Absolut HOT (72 kbps) - Absolut Oldie (72 kbps) - Absolut TOP (72 kbps) - AIDAradio (72 kbps) - Ballermann Radio (72 kbps) - Beats Radio (72 kbps) - Brillux Radio (72 kbps) - Nostalgie (72 kbps) - Oldie Antenne (72 kbps) - RTL Radio (72 kbps) - Rock Antenne (72 kbps) - Toggo Radio (72 kbps)                                                   | 5        | ND                                          | V                                         | - Bayern: Amberg (Hirschau), Bamberg (Geisberg), Ingolstadt (Gelbelsee), Kreuzberg/Rhön, Nürnberg, Ochsenkopf, Pfaffenhofen, Regensburg (Hohe Linie), Würzburg (Frankenwarte) - Berlin: Berlin (Alexanderplatz), Berlin (Scholzplatz) - Brandenburg: Casekow, Cottbus, Pritzwalk - Bremen: Bremen (Walle) - Hamburg: Hamburg (Heinrich-Hertz-Turm) - Mecklenburg-Vorpommern: Rostock (Toitenwinkel), Schwerin (Zippendorf-Gr.Dreesch), Züssow - Niedersachsen: Braunschweig (Broitzem), Cuxhaven-Stadt, Göttingen (Bovenden-Osterberg), Hannover (Telemax), Hildesheim (Sibbesse/Griesberg), Lüneburg-Neu Wendhausen, Molbergen-Peheim, Osnabrück (Bramsche-Schleptruper Egge), Visselhövede - Nordrhein-Westfalen: Bielefeld (Hünenburg), Minden (Jakobsberg) - Sachsen: Dresden, Geyer, Leipzig, Löbau/Schafberg, Oschatz, Schöneck - Sachsen-Anhalt: Brocken, Burg, Petersberg, Wittenberg - Schleswig-Holstein: Flensburg, Heide, Kiel (Kronshagen), Lübeck (Stockelsdorf) - Thüringen: Erfurt-Hochheim, Gera, Inselsberg, Jena (Oßmaritz), Kulpenberg, Lobenstein (Sieglitzberg), Weimar (Ettersberg) |
| 8B Thueringen (D__00229)    | DAB+ Block des MDR: - MDR Jump (88 kbps) - MDR Kultur (88 kbps) - MDR Tweens (80 kbps) - MDR Sputnik (88 kbps) - MDR Aktuell (72 kbps) - MDR Klassik (112 kbps) - MDR Schlagerwelt (TH) (88 kbps) - MDR Thüringen Mitte-West (Erfurt) (88 kbps) - MDR Thüringen Ost (Gera) (88 kbps) - MDR Thüringen Süd (Suhl) (88 kbps) - MDR Thüringen Nord (Heiligenstadt) (88 kbps) - MDR TPEG (16 kbps) - MDR EPG (16 kbps)                                                                      | 10       | ND                                          | V                                         | Altenburg, Bleßberg (Sonneberg), Dingelstädt, Erfurt (Funkhaus), Gera (Langenberg), Hoher Meißner, Inselsberg, Jena (Oßmaritz), Kreuzberg, Kulpenberg, Lobenstein (Sieglitzberg), Reichenbach (Netzschkau), Saalfeld (Kulm), Saalfeld (Remda), Suhl (Erleshügel), Weimar (Ettersberg) |
| 12B DAB Thueringen          | DAB+ Block der TLM - Antenne Thüringen (West) (80 kbps) - Antenne Thüringen (Mitte) (80 kbps) - Antenne Thüringen (Ost) (80 kbps) - Landeswelle Thüringen (West) (80 kbps) - Landeswelle Thüringen (Mitte) (80 kbps) - Landeswelle Thüringen (Ost) (80 kbps) - Radio Top 40 (80 kbps) - Antenne Thüringen Classics (72 kbps) - Antenne Ostalgie (72 kbps) - Schlager Radio (96 kbps) - 89.0 RTL (144 kbps) - Radio Holiday (144 kbps)                                                  | 10       | ND                                          | V                                         | Erfurt-Hochheim, Inselsberg, Jena-Oßmaritz, Weimar (Ettersberg) |

| Block                   | Programme (Datendienste) | ERP (kW) | Antennen- diagramm rund (ND), gerichtet (D) | Polarisation horizontal (H)/ vertikal (V) | Gleichwellennetz (SFN) |
| ----------------------- | --- | -------- | ------------------------------------------- | ----------------------------------------- | --- |
| 12B K12 Thue (D__00015) | - Deutschlandfunk (128 kbps) - Deutschlandradio Kultur (128 kbps) - DRadio Wissen (64 kbps, Mono) - Dokumente und Debatten (48 kbps, Mono) - MDR Jump (DAB+, 88 kbps) - MDR Figaro (DAB+, 88 kbps) - MDR Sputnik (DAB+, 88 kbps) - MDR Info (DAB+, 72 kbps) - MDR Klassik (DAB+, 96 kbps) - MDR Thüringen – Das Radio (Erfurt) (DAB+, 88 kbps) - MDR Thüringen – Das Radio (Gera) (DAB+, 88 kbps) - ERF Plus (DAB+, 72kbps) | 0,5      | D                                           | V                                         | Gera-Ronneburg, Ilmenau (Kickelhahn), Sender Inselsberg, Jena (Oßmaritz-Cospoth), Lobenstein (Sieglitzberg), Suhl (Erleshügel) |

| Block                    | Programme (Datendienste) | ERP (kW)    | Antennen- diagramm rund (ND), gerichtet (D) | Polarisation horizontal (H)/ vertikal (V) |
| ------------------------ | ------------------------ | ----------- | ------------------------------------------- | ----------------------------------------- |
| 9C Thueringen (D__00233) |                          | 5 (plan 10) | D (plan ND)                                 | V                                         |

### Digitales Fernsehen (DVB-T2 HD)
Die Umstellung des Senders Inselsberg auf den Standard DVB-T2 HD mit HEVC Bildcodierung war am 28. November 2018. Auf drei Kanälen wird je ein Programmpaket (Bouquet), teilweise im Gleichwellenbetrieb (Single Frequency Network) mit anderen Standorten, gesendet.
freenet TV, die kostenpflichtige DVB-T2-HD-Plattform von Media Broadcast, wird hier nicht ausgestrahlt.
Am 29. Oktober 2024 teilte der MDR mit, dass MDR und ZDF am 14. Januar 2025 die DVB-T2 HD-Verbreitung am Standort Inselsberg, so wie auch an den Senderstandorten Brocken, Löbau und Wittenberg, aus Kostengründen einstellen werden.
| Kanal | Frequenz (MHz) | Multiplex                                                | Programme im Multiplex | ERP (kW) | Antennendiagramm rund (ND)/ gerichtet (D) | Polarisation horizontal (H) / vertikal (V) | Modulationsverfahren | FEC | Guardintervall | Bitrate (MBit/s) | Gleichwellennetz (SFN)                                                                    |
| ----- | -------------- | -------------------------------------------------------- | --- | -------- | ----------------------------------------- | ------------------------------------------ | -------------------- | --- | -------------- | ---------------- | ----------------------------------------------------------------------------------------- |
| 27    | 522            | MDR 1 (ARD)                                              | - Das Erste HD - tagesschau24 HD - MDR Sachsen HD - MDR S-Anhalt HD - MDR Thüringen HD - NDR FS NDS HD - rbb Brandenburg HD - SWR BW HD  | 50       | ND                                        | V                                          | 64-QAM               | 3/5 | 19/256         | 23,6             | Erfurt-Windischholzhausen, Weimar (Großer Ettersberg), Jena (Kernberge), Gera, Inselsberg |
| 39    | 618            | MDR 2 (ARD)                                              | - arte HD - PHOENIX HD - ONE HD - BR Fernsehen HD - hr-fernsehen HD - WDR HD Köln - ARD-alpha HD (Internet) 1) - SWR BW HD (Internet) 1) | 50       | ND                                        | V                                          | 64-QAM               | 3/5 | 19/256         | 23,6             | Inselsberg                                                                                |
| 41    | 634            | Substream 0: ZDF (ZDFmobil) Substream 1: MEDIA BROADCAST | Substream 0: - ZDF HD - ZDFinfo HD - zdf_neo HD - 3sat HD - KiKA HD Substream 1: - freenet.TV connect                                    | 50       | ND                                        | V                                          | 64-QAM               | 3/5 | 19/128         | 22               | Erfurt-Windischholzhausen, Weimar (Großer Ettersberg), Jena (Kernberge), Inselsberg       |

 1)Für den Empfang von ARD-alpha HD (Internet) und SWR BW HD (Internet) ist ein hbb-TV fähiges Endgerät erforderlich.

### Digitales Fernsehen (DVB-T)
Die DVB-T-Ausstrahlungen vom Mitteldeutschen Rundfunk am Großen Inselsberg liefen seit 1. Juli 2008 und wurden mit dem Wechsel auf das DVB-T2HD-Verfahren am 28. November 2018 eingestellt.
| Kanal | Frequenz (MHz) | Multiplex                    | Programme im Multiplex                                                                                     | ERP (kW) | Antennendiagramm rund (ND)/ gerichtet (D) | Polarisation horizontal (H)/ vertikal (V) | Modulations- verfahren | FEC | Guard- intervall | Bitrate (MBit/s) | SFN |
| ----- | -------------- | ---------------------------- | --- | -------- | ----------------------------------------- | ----------------------------------------- | ---------------------- | --- | ---------------- | ---------------- | --- |
| 53    | 730            | ARD Digital (MDR)            | - Das Erste (MDR) - ARTE - Phoenix - One                                                                   | 50       | ND                                        | V                                         | 64-QAM                 | 2/3 | 1/4              | 19,91            | –   |
| 48    | 690            | ARD regional (MDR Thüringen) | - MDR Fernsehen (Thüringen) - rbb Fernsehen (Brandenburg) - Bayerisches Fernsehen (Franken) - hr-fernsehen | 50       | ND                                        | V                                         | 64-QAM                 | 2/3 | 1/4              | 19,91            | –   |
| 50    | 706            | ZDFmobil                     | - ZDF - 3sat - ZDFinfo - KiKA (6–21 Uhr) / ZDFneo (21-6 Uhr)                                               | 50       | ND                                        | V                                         | 16-QAM (8-k-Modus)     | 2/3 | 1/4              | 13,27            | –   |

### Analoges Fernsehen
Bis zur Umstellung auf DVB-T wurden folgende Programme in analogem PAL gesendet:
| Kanal | Frequenz (MHz) | Programm                  | ERP (kW) | Sendediagramm rund (ND)/ gerichtet (D) | Polarisation horizontal (H)/ vertikal (V) |
| ----- | -------------- | ------------------------- | -------- | -------------------------------------- | ----------------------------------------- |
| 5     | 175,25         | Das Erste (MDR)           | 100      | ND                                     | H                                         |
| 31    | 551,25         | MDR Fernsehen (Thüringen) | 500      | ND                                     | H                                         |

Darüber hinaus war die Inbetriebnahme des Kanals 48 mit einer effektiven Strahlungsleistung von 1 Megawatt für einen Privatsender geplant, diese wurde jedoch nie durchgeführt.

## Ähnliche Türme dieser Baureihe
- Brocken